# 金山街道 (梅州市)
金山街道是中国广东省梅州市梅江区下辖的一个街道，于2005年由原金山街道、东山街道和东郊镇撤并而设立。位于梅州城区北部，总面积为41平方公里，常住居民人口为8.2万人，下辖10个社区和10个村，辖区内的工商企业较多，2005年全街道工农总产值85560万元。

## 行政区划
金山街道下辖以下村级行政区划单位
水巷社区、凌东社区、金山社区、凌西社区、小溪唇社区、中山社区、杨桃墩社区、盘龙社区、虹桥社区、梅石社区、东郊村、东街村、东厢村、月梅村、周溪村、龙丰村、芹洋村、福长村、黄坑村和金丰村。